# Otáňka
Otáňka je malá vesnice, část obce Tisovec v okrese Chrudim. Nachází se asi 1,5 km na severovýchod od Tisovce. V roce 2009 zde bylo evidováno 10 adres. V roce 2001 zde trvale žilo 24 obyvatel.
Otáňka leží v katastrálním území Kvasín o výměře 1,99 km2.

## Historie
Osada Otáňka je nejmenší z místních částí Tisovce. Byla postavena za roboty, konkrétně za účelem robotních prací při dvoře ve Dřeveši. Majitelem dvora byl Ferdinand Kinský. Na práci byli občané voláni zvonem. Od tohoto odvozen i název původně "Volánka", později "Votáňka" až do dnešní podoby "Otáňka".